# Zygocarpum
Zygocarpum é um género de legume da família Leguminosae.
Este género contém as seguintes espécies:
- Zygocarpum caeruleum